# Sober and Gentle
Sober & Gentle est un label indépendant français. Il a été fondé en 2003 par Stephane Gille.

## Présentation
Pour Sober & Gentle, le modèle que propose les indépendants se doit d’être plus proche des artistes, de l’artistique en général ainsi que des nouvelles réalités du secteur.
Pour s’adapter aux mutations actuelles, il est nécessaire de repenser notre façon de travailler, d’allier les différents savoir-faire existants afin de créer un nouveau modèle plus proche de la réalité que celui proposé aujourd’hui par les majors. L’objectif de cette démarche est de se rapprocher le plus possible de ce que pourrait être une maison de musique et non plus une maison de disques.
La volonté de Sober & Gentle est d’agir en tenant compte de l’ensemble des nouvelles donnes du marché, d’essayer de nouvelles expériences et de nouvelles associations en partant du principe que si la musique est bonne, elle plaira, quel que soit son mode de diffusion et de monétisation.

## Artistes
- Cocoon
- Hey Hey My My
- Kid Bombardos
- Green Shape
- Tricot Machine
- Photo

## Discographie
- Compilation - This is SO FOOT (2005)
- Compilation - Porn Groove (2005)
- Hey Hey My My - EP Too Much Space  (2007)
- Cocoon - EP From Panda Mountains (2007)
- Hey Hey My My - Hey Hey My My  (2007)
- Cocoon -  My Friends All Died in a Plane Crash (2007)
- Tricot Machine - Tricot Machine (2007)
- Hey Hey My My - EP A True Story  (2008)
- Cocoon -  Edition Limitée My Friends All Died in a Plane Crash (2008)
- Tricot Machine - Tricot Machine Chante et Raconte 25 décembre (2008)
- Cocoon - CD/DVD Live Back to Panda Mountains (2009)
- Tricot Machine - La prochaine étape (2010)
- Cocoon -  Where The Oceans End (2010)